# Канун (музыкальный инструмент)
Кану́н (азерб. qanun, араб. قانون‎, арм. Քանոն, греч. κανονάκι и т. п., от др.-греч. κανών) — струнный щипковый музыкальный инструмент типа цитры, с трапециевидным корпусом. Распространён в арабских странах Машрика (Аравия, Ирак, страны Леванта) и Магриба (Тунис, Алжир, Марокко, Ливия и другие страны Арабского Запада), а также в Иране, Турции, Греции, Македонии, Сербии, Армении (под названием канон), Азербайджане и Средней Азии (в том числе у уйгур под названием калун). Под влиянием турок распространился в Греции под названием канонаки.

## История

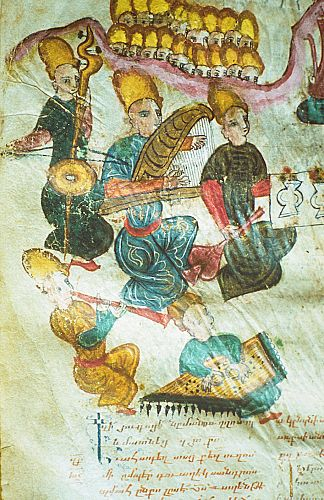
Армянская миниатюра XVII века, на которой изображены музыкальные инструменты, в том числе канон

Щипковые многострунные инструменты под названием «канон» существуют с глубокой древности. Инструмент встречается в арабском мире и Турции, его разновидности можно найти на Балканах и в Армении. Различают арабский канун (персидский ганун), армянский канон. Канон известен армянам ещё с раннего средневековья. Среднеазиатский музыкант XVII века, автор книги «Рисалейи-мусиги» Дервиш Али, полагал, что канун был изобретён древними греками.
На территории современного Азербайджана канун также был широко известен в средние века. Канун здесь был представлен армянскими музыкантами. В начале XX века на кануне умел играть азербайджанский композитор Мешади Джамиль Амиров. Инструмент в Азербайджане долгое время был забыт и к середине XX века был редким явлением.
В это же время в Армении инструмент был весьма распространён: так, в 1939 году на Всесоюзном смотре исполнителей на народных инструментах в Москве армянский канон был представлен Аршавиром Фирджуляном.
В 1939 году американский этнолог Сидни Куоэл во время полевых исследований в армянской общине калифорнийского города Фресно задокументировала для Архива народной культуры Библиотеки Конгресса армянскую и армяно-турецкую музыку, исполнявшуюся Бедросом Арутюняном на кеманче и каноне. В 1951 году в Берлине композитор и канонист Хачатур Аветисян получил Первую премию на Международном конкурсе музыкантов-исполнителей Третьего Всемирного фестиваля молодёжи и студентов. Спустя три года он же сочинил Концерт для канона и малого симфонического оркестра.
В 1978 году армянский канон попал в программу всесоюзного этнографического показа, проводимого в СССР. В 2010 году профессор Ереванской консерватории имени Комитаса Асмик Лейлоян, была приглашена на Седьмой международный музыкальный фестиваль в Абу-Даби, где, играя на каноне, выступила вместе с армянским камерным ансамблем «Камертон». В столице Объединённых Арабских Эмиратов она исполнила классические произведения Хачатуряна и Спендиарова, а также композиции Комитаса, Саят-Новы и армянскую народную музыку. Спустя год она участвовала фестивале «Шёлковый путь». Асмик Лейлоян написала книгу «Концертная программа для канона (переработки и переложения)»; кроме того, с целью сделать инструмент хроматическим, она пытается его усовершенствовать. В конце 2012 года Асмик Лейлоян приняла участие в музыкальном фестивале в Бахрейне, где она изданием «Gulf Daily News» была названа королевой кануна. В 2012 году в Вене на конкурсе Евровидение для молодых музыкантов армянский музыкант Нарек Казазян, играя на народном инструменте — каноне, занял третье место.

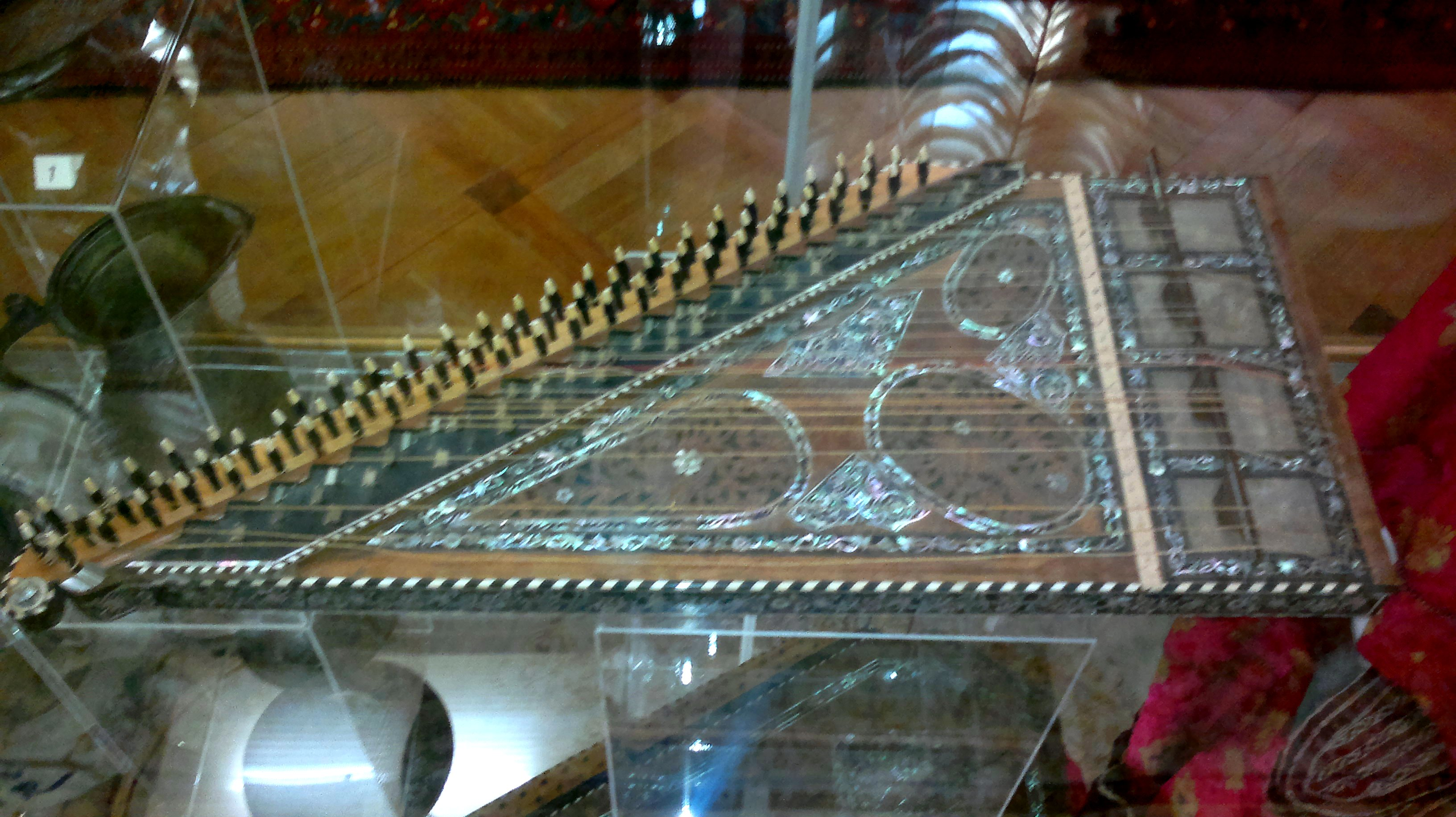
Канун XVIII века, выставленный в Музее истории Азербайджана

Впервые канун был включён в Государственный оркестр народных инструментов при Комитете телевизионных и радиопередач Азербайджанской ССР в период подготовки к декаде азербайджанской литературы и искусства, проводившейся в 1959 году в Москве (соло на кануне исполняла Асья Тагиева). В том же году мугамы «Баяты-Шираз» и «Чахаргях», исполненные Асьей Тагиевой на кануне, были записаны на грампластинку, а в 1966 году в Бакинском музыкальном училище имени Асафа Зейналлы открылся класс кануна. Во Дворце пионеров и школьников города Баку Гюлара Тагиева организовала любительский девичий ансамбль канунисток. Позже канунистка Тарана Алиева организовала ансамбль «Инджи» из семи выпускниц Азербайджанской государственной консерватории. Этот ансамбль исполнял не только мугамы и произведения азербайджанских композиторов, но также произведения зарубежных композиторов. С 1984 года класс кануна функционирует в Бакинской музыкальной академии имени Узеира Гаджибекова. В 2005 году преподаватель Нахичеванского музыкального колледжа Ихтияр Сеидов создал ансамбль народных инструментов, включавший и канун.
Народный артист Азербайджана композитор Гаджи Ханмамедов использовал канун в качестве сольного инструмента в своём произведении «Танец мечты». Сулейман Алескеров написал поэму для кануна и оркестра народных музыкальных инструментов, танцевальную мелодию «Шалахо». Дадаш Дадашев сочинил Поэму для кануна и фортепиано, «Поэма», скерцо «Радость Чинары», Концерт для кануна и симфонического оркестра. Октаю Зульфугарову принадлежат Баллада, Поэма и другие концертные пьесы для кануна, а Ильхаму Абдуллаеву — две пьесы для кануна и фортепиано. В 1964 году Закир Багиров написал рапсодию для кануна и двух арф, которую исполнила Асья Тагиева в Москве.
В марте 2013 года на симпозиуме в рамках Международного фестиваля «Мир мугама» в Баку заслуженная артистка Азербайджана, канунистка Тарана Алиева выступила с докладом на тему «Инструмент канун в искусстве азербайджанского мугама».
Преподавание игры на каноне ведется в Армении в Ереванской консерватории имени Комитаса на факультете народных инструментов. Руководит курсом игры на каноне профессор Алвард Мирзоян. В Азербайджане в настоящее время игра на кануне преподаётся в Азербайджанской национальной онсерватории и в Музыкальном колледже.

## Разновидности

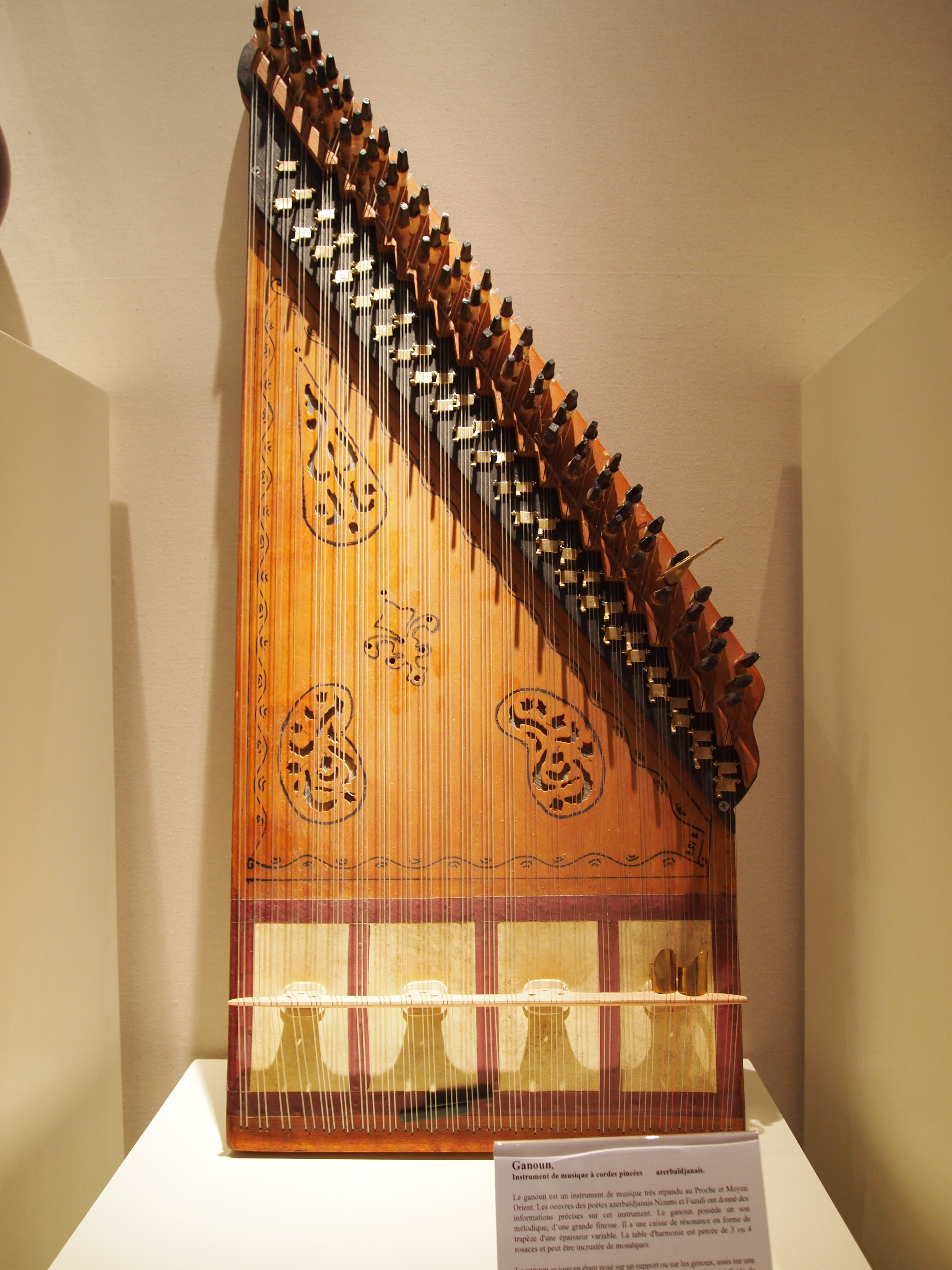
Азербайджанский канун
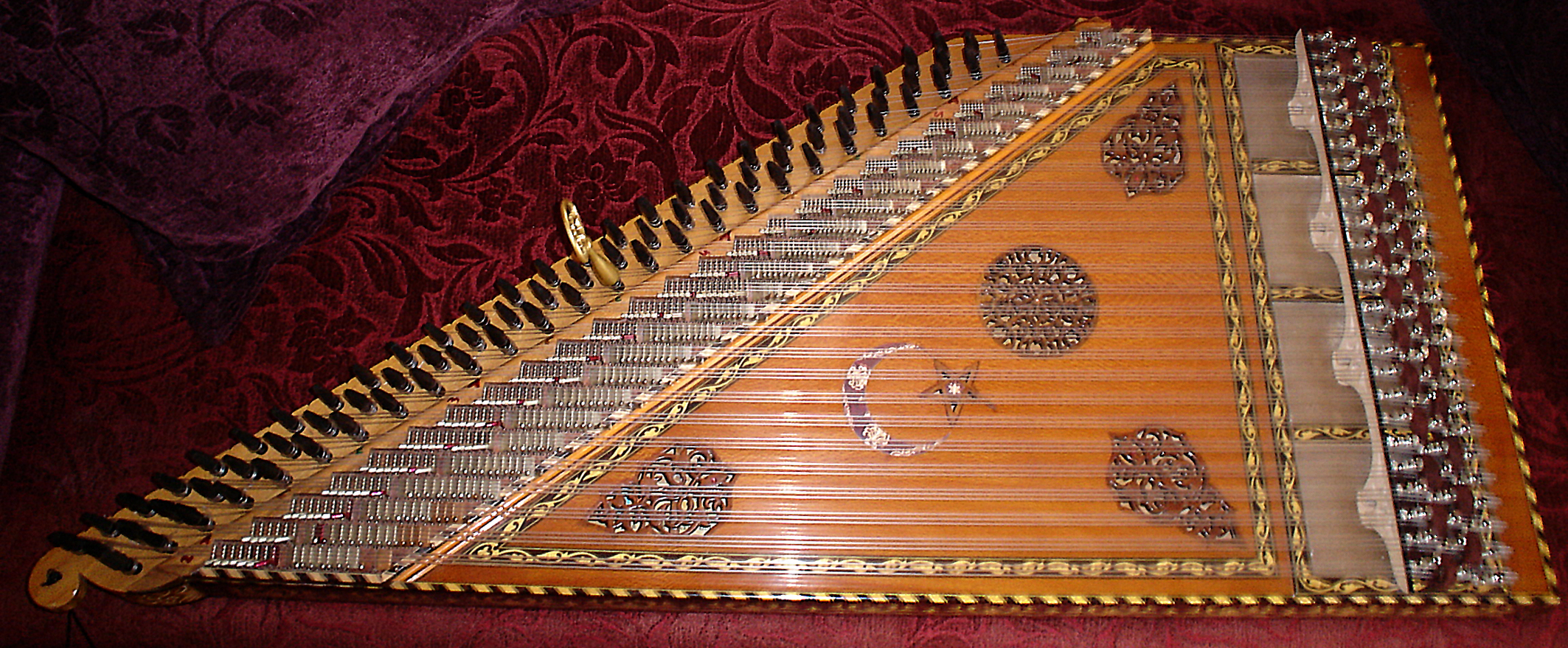
Турецкий канун

- азербайджанский канун[18]
- арабский канун (персидский ганун)
- армянский канон
- турецкий канун
- бас-канун[23]

## Устройство
Канун в Азербайджане представляет собой плоский деревянный ящик трапециевидной формы. Нижняя и боковые его стороны изготавливаются из берёзы, ореха, абрикоса и других твёрдых пород дерева. Общая длина кануна — 800—900 мм, ширина 380—400 мм, толщина 40-50 мм. Азербайджанский канун отличается от турецкого и арабского размером, а также настройкой, ориентированной на 17-ступенный октавный звукоряд.
Верхняя часть кануна состоит из деревянного покрытия толщиной примерно 4 мм, изготовленного из сосны, остальная же часть покрывается рыбьей кожей. На деревянной части верха имеются 3 резонаторных отверстия. На кожаной части верха, разделённой на 4 равные части, располагается деревянная подставка во всю ширину инструмента. Струны, будучи одним концом прикреплены к специальным отверстиям на корпусе инструмента, проходят над этой подставкой и другим своим концом закрепляются к полкам. У полков под струнами располагаются «линги» (железные рычаги), при помощи которых струны, поднимаясь и опускаясь, изменяют высоту звука на тон и полутон. На канун навязываются 24 ряда тройных струн при общем их числе 72. На ранних стадиях струны изготавливали из шёлка и кишок особым способом. В настоящее время для кануна используются струны из капрона.
Турецкий канун имеет 26 струн. Размеры турецкого кануна обычно от 95 до 100 см (37-39 «) длиной, 38 до 40 см (15-16») шириной и 4 до 6 см (1.5-2.3 "). Звук извлекается плектром.
Армянский канон имеет 24-26 тройных струны

## Исполнение

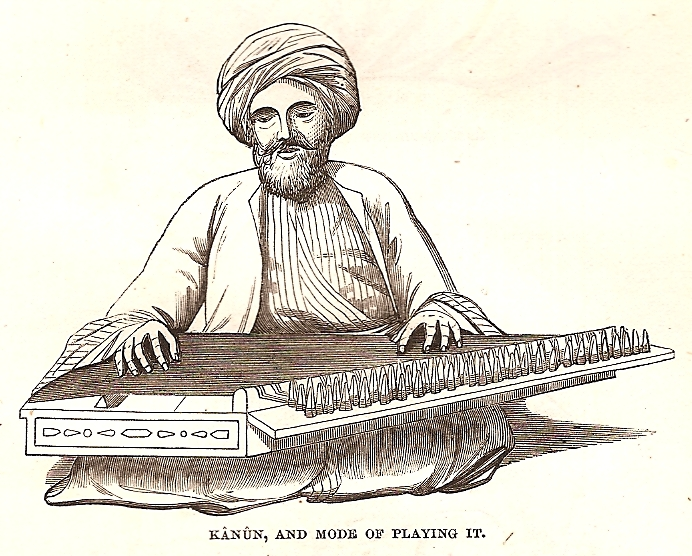
Игра на кануне. Рисунок XIX века

Азербайджанский искусствовед, доцент кафедры «Народные музыкальные инструменты» Бакинской музыкальной академии Меджнун Керимов описывает манеру игры на кануне следующим образом: канун ставится на колени (длинной стороной к себе) и при игре на нём на указательные пальцы обеих рук надеваются железные напёрстки, под которые подкладываются эбонитовые плектры. Инструмент настраивается при помощи железного ключа, внутренняя часть которого имеет четырёхугольную форму. Диатонический звукоряд инструмента охватывает диапазон в 3,5 октавы от «соль» большой октавы до «си бемоль» второй октавы.
Канун используется в составе оркестров и ансамблей народных музыкальных инструментов в качестве аккомпанирующего и солирующего инструмента. В Азербайджанском оркестре народных инструментов кануны задействованы как отдельная группа (не менее 4 инструментов) в качестве солирующего и аккомпанирующего инструмента. В музыкальной практике Азербайджана на кануне также исполняется мугам (преимущественно мугамы «Баяты-Шираз» и «Чахаргях»). Это один из таких инструментов, на котором мугам воспроизводится точно.

## Канун в литературе
Игра на кануне получила отражение в творчестве многих восточных поэтов, в частности у классика персидской поэзии Низами Гянджеви, а также у Физули.
Так в поэме «Хафт джам» (азерб. Yeddi cam, или həft-Cam) канун был описан Физули следующим образом:
Однажды ночью шёл меджлис, весельем развлекая,
Да тем, что грусть-тоска была забыта, далека,
Звучали песни царские и дева рая
Гануном услаждала слух всем, радуя сердца.Оригинальный текст (азерб.)
Bir gün gecə məclisimiz vardı ki, ondan

Çox-çox uzağa qalmış idi dərd, qəm, hicran.

Xam nəğmələrlə edərək aləmi məmnun,

Bir huri mələk çalırdı iri bir qanun.«Хафт джам» Физули
На кануне играла жившая и творившая в XII веке в Гяндже персидская поэтесса Мехсети Гянджеви.
Азербайджанский композитор Узеир Гаджибеков, в своих трудах отмечал что, «если сегодня для каждого музыканта важно уметь играть на фортепиано, то восточные музыканты прошлого, будучи исполнителями на тех или иных инструментах, считали обязательным для себя также владеть игрой на гануне».